# Етбай
Етбай — гірський хребет на північному сході Африки, проходить територією Єгипту та Судану. Витягнутий приблизно на 1700 км з північного заходу на південний схід уздовж берега Червоного моря (від Суецької затоки до відрогів Ефіопського нагір'я). В англійській термінології Етбай — це регіон, де розташований хребет, саме пасмо має назву Red Sea Hills (Червономорські пагорби).
Хребет складений докембрійськими кристалічними сланцями і гнейсами, в його складі виділяють кілька гірських масивів. Є родовища фосфоритів (північ), уранових і титанових руд і золота (південь). Із заходу хребет ступенями піднімається над Східною і Нубійською пустелями — східною частиною Сахари, а зі сходу круто обривається до узбережжя. Середня висота близько 1000 м, головні вершини Ода (2258 м) і Асотеріба (2215 м).
Клімат пустельний субтропічний (на півночі) і тропічний (на півдні). На східних схилах взимку випадає невелика кількість опадів; західним схилом проходить мережа ваді (сухих русел), що прямють до Нілу. У сухих долинах зрідка зустрічається чагарникова деревна рослинність (Tamárix, Fícus sycómorus, Acacia), а також ксерофільні злаки.